# The Searchers (gruppo musicale)
The Searchers sono una band inglese nata nel 1959.

## Storia del gruppo
The Searchers originariamente presero forma come duo, quando i chitarristi Mike Prendergast (successivamente rinominatosi Mike Pender) e Johnny McNally, dopo aver fatto esperienza esibendosi in gruppi skiffle del distretto di Bootle, Liverpool, nel 1959 decisero di unirsi e scelsero il nome in onore del film omonimo con John Wayne. A loro subito dopo si aggregarono Tony Jackson al basso e Norman McGarry, sostituito ben presto da un compagno di scuola di Pender, Chris Crummy (anch'egli ribattezzatosi Chris Curtis), alla batteria, e infine completò il quintetto Johnny Sandon (il cui vero nome era Bill Beck). In poco tempo guadagnarono ampio credito nel mondo musicale di Liverpool, e nel primo sondaggio di popolarità raggiunsero la quinta posizione. Dopo l'abbandono di Sandon che era confluito nei Remo Four, proseguirono la carriera come quartetto, col rimpianto di non essere stati valorizzati da Brian Epstein a causa di una loro esibizione disastrata dall'ubriachezza proprio il giorno in cui Epstein era andato a visionarli.
I Searchers, come molti gruppi di Liverpool, frequentarono la maggior parte dei club locali, fra cui il Cavern, dove ebbero modo di incrociare i Beatles nel dicembre del 1961 e nei mesi di febbraio e aprile dell'anno successivo; e così come diverse formazioni di Liverpool, venne anche per loro la chiamata sulla piazza di Amburgo, dove nel 1962 si esibirono per la prima volta allo Star-Club in due riprese, dal 1º maggio al 30 giugno e dal 1º agosto al 30 settembre. Nella città tedesca vennero a contatto con diverse formazioni inglesi. Ai Rebel Rousers di Cliff Bennett, incontrati ad Amburgo negli anni 1962-63, i Searchers si rivolsero quando nel 1964 dovettero sostituire Tony Jackson che aveva lasciato il gruppo, e chiamarono all'avvicendamento Frank Allen, il bassista dei Rebel Rousers.
Nel frattempo i Searchers, che avevano firmato un contratto con la Pye Records, avevano ottenuto un grande successo con il brano Sweets for My Sweet, che era stato lanciato in un'edizione speciale di Thank Your Lucky Stars dedicata al Merseybeat e che aveva visto la partecipazione anche dei Beatles, e il pezzo era stato giudicato in termini molto lusinghieri da John Lennon. Il secondo successo era arrivato con il disco Sugar and Spices, e quello seguente fu il brano Needles and Pins, da cui i Byrds avrebbero tratto spunto per lo stridente effetto acustico della chitarra; pezzi seguiti da altri dischi di buon successo fra i quali Don't Throw Your Love Away, Some Day We're Gonna Love Again, When You Walk in the Room, Love Potion No. 9, What Have They Done to the Rain, Goodbye My Love, He's Got No Love .
Nel 1966 il gruppo fece da spalla ai Rolling Stones in una tournée che toccò le Filippine, Hong Kong e l'Australia, ma subito dopo Curtis decise di lasciare la formazione per intraprendere la carriera di compositore e produttore, e venne sostituito dal percussionista John Blunt con cui i Searchers incisero diversi dischi (fra di essi Take It or Leave It e Have You Ever Loved Somebody), a sua volta rimpiazzato nel 1969 dallo scozzese Billy Adamson.
Per tutti gli anni settanta il gruppo si limitò a suonare nel circuito dei club musicali, seguito da un pubblico che gustava le loro performance raffinate, rientrando in sala di registrazione alla fine del decennio per l'incisione di due album, Searchers e Play for Today, che però non ebbero successo.
Nel dicembre del 1985 Mike Pender decise di lasciare il gruppo, e i tre rimasti furono affiancati da Spencer James, che aveva grandi capacità alla chitarra. La formazione così rinnovata poté effettuare tour in Gran Bretagna, Stati Uniti e Germania, oltre alla registrazione a fine anni ottanta di un album con canzoni nuove di zecca intitolato Hungry Hearts.
Gli anni novanta videro i Searchers impegnati in trasferte nei quattro angoli del mondo fino al 1998, anno in cui Adamson si ritirò dalle scene e venne sostituito da Eddie Rothe con cui i Searchers ripresero a compiere tournée intercontinentali, attività che svolgono tuttora.

## Discografia

### Album in studio
- 1963 - Meet the Searchers
- 1963 - Sugar & Spice
- 1964 - It's The Searchers
- 1964 - Hear! Hear!
- 1964 - This Is Us
- 1965 - Sounds Like Searchers
- 1965 - Take Me for What I'm Worth
- 1965 - No. 4
- 1971 - Needles and Pins
- 1972 - The Golden Hour of the Searchers
- 1972 - Second Take
- 1977 - The Searchers File
- 1979 - The Searchers
- 1980 - Love's Melodies
- 1981 - Spotlight on the Searchers
- 1981 - Play for Today
- 1983 - Love Lies Bleeding
- 1988 - Hungry Hearts
- 2002 - The Iron Door Sessions
- 2010 - Still Searching
- 2012 - Tracks of Our Years

### Raccolte
- 1966 - The Searchers' Smash Hits
- 1967 - Searchers' Smash Hits Vol. 2
- 1985 - Greatest Hits

### Album dal vivo
- 1963 - "Sweets for My Sweet" - The Searchers at the Star-Club Hamburg
- 1989 - Live!
- 2000 - Live II
- 2001 - The Swedish Radio Sessions
- 2003 - Live III
- 2005 - On Stage
- 2008 - The Definitive Searchers Live in Concert
- 2009 - The Best of The Searchers Live

### Singoli
- 1963 - Sweets for my Sweet/It's All Been a Dream
- 1963 - Sweet Nothin's/What'd I Say?
- 1963 - Sugar and Spice/Saints and Searchers
- 1964 - Needles and Pins/Saturday Night Out
- 1964 - Don't Throw Your Love Away/I Pretend I'm with You
- 1964 - Some Day We're Gonna Love Again/No One Else Could Love Me
- 1964 - When You Walk in the Room/(I'll Be) Missing You
- 1964 - What Have They Done to the Rain/This Feeling Inside
- 1965 - Goodbye My Love/'Till I Met You
- 1965 - He's Got No Love/So Far Away
- 1965 - When I Get Home/I'm Never Coming Back
- 1965 - Take Me for What I'm Worth/Too Many Miles
- 1966 - Take It Or Leave It/Don't Hide It Away
- 1966 - Have You Ever Loved Somebody/It's Just the Way (Love Will Come and Go)
- 1967 - Popcorn, Double Feature/Lovers
- 1967 - Western Union/I'll Cry Tomorrow
- 1967 - Secondhand Dealer/Crazy Dreams
- 1968 - Umbrella Man/Over the Weekend
- 1969 - Kinky Kathy Abernathy/Suzanna
- 1971 - Desdemona/The World Is Waiting for Tomorrow
- 1971 - Love Is Everywhere/And a Button
- 1972 - Sing Singer Sing/Come on Back to Me
- 1972 - Vahevala/Madman
- 1973 - Solitaire/Spics and Specks
- 1979 - Hearts in Her Eyes/Don't Hang On
- 1980 - It's Too Late/This Kind of Love Affair
- 1980 - Love's Melody/Changing
- 1981 - Another Night/Back to the War
- 1982 - I Don't Want to Be the One/Hollywood

### EP
- 1963 - Ain't Gonna Kiss Ya
- 1963 - Sweets for My Sweet
- 1964 - Hungry for Love
- 1964 - Play the System
- 1965 - When You Walk in the Room
- 1965 - Bumble Bee
- 1965 - Searchers '65
- 1965 - Four by Four
- 1966 - Take Me for What I'm Worth
- 1971 - The Searchers
- 1972 - The Searchers

## Accoglienza
Singoli
| 1963 | Sweets for My Sweet             | 1  | -  |
| 1963 | Sweet Nothins                   | 48 | -  |
| 1963 | Sugar and Spice                 | 2  | 44 |
| 1964 | Needles and Pins                | 1  | 13 |
| 1964 | Ain't That Just Like Me         | -  | 61 |
| 1964 | Don't Throw Your Love Away      | 1  | 16 |
| 1964 | Some Day We're Gonna Love Again | 11 | 34 |
| 1964 | When You Walk in the Room       | 3  | 35 |
| 1964 | Love Potion No. 9               | -  | 3  |
| 1964 | What Have They Done to the Rain | 13 | 29 |
| 1965 | Bumble Bee                      | -  | 21 |
| 1965 | Goodbye My Love                 | 4  | 52 |
| 1965 | He's Got No Love                | 12 | 79 |
| 1965 | When I Get Home                 | 35 | -  |
| 1965 | Take Me For What I'm Worth      | 20 | 76 |
| 1966 | Take It or Leave It             | 31 | -  |
| 1966 | Have You Ever Loved Somebody    | 48 | 94 |
| 1971 | Desdemona                       | -  | 94 |

## Formazione
1957-1959
- John McNally: Chitarra, Voce
- Ron Woodbridge[6]: Voce
- Brian Dolan: Chitarra
- Joe West: Basso
- Joe Kennedy: Batteria

1960-Febbraio 1962
- John McNally: Chitarra ritmica, Voce
- Mike Pender: Chitarra, Voce
- Chris Curtis: Batteria, Voce
- Tony Jackson: Basso, Voce
- Johnny Sandon: Voce

Febbraio 1962-Giugno 1964
- John McNally: Chitarra ritmica, Voce
- Mike Pender: Chitarra, Voce
- Chris Curtis: Batteria, Voce
- Tony Jackson: Basso, Voce

Luglio 1964-Aprile 1966
- John McNally: Chitarra ritmica, Voce
- Mike Pender: Chitarra, Voce
- Chris Curtis: Batteria, Voce
- Frank Allen: Basso, Voce

Maggio 1966-Dicembre 1969
- John McNally: Chitarra ritmica, Voce
- Mike Pender: Chitarra, Voce
- Frank Allen: Basso, Voce
- John Blunt: Batteria

Gennaio 1970-Dicembre 1985
- John McNally: Chitarra ritmica, Voce
- Mike Pender: Chitarra, Voce
- Frank Allen: Basso, Voce
- Billy Adamson: Batteria

Gennaio 1986-Novembre 1998
- John McNally: Chitarra ritmica, Voce
- Frank Allen: Basso, Voce
- Billy Adamson: Batteria
- Spencer James: Chitarra, Voce

Novembre 1998-attuale
- John McNally: Chitarra ritmica, Voce
- Frank Allen: Basso, Voce
- Spencer James: Chitarra, Voce
- Eddie Rothe: Batteria